# Grassholm (Galles)
Grassholm Island (in gallese: Ynys Gwales) o semplicemente Grassholm (in gallese: Gwales) è una piccola isola (8,9 ha) disabitata del Galles sud-occidentale, situata sull'oceano Atlantico, al largo della costa del Pembrokeshire. Rappresenta il punto più occidentale del Galles.
L'isola, interdetta ai flussi turistici, è nota per la sua avifauna, posta sotto la tutela della Royal Society for the Protection of Birds.

## Geografia

### Collocazione
L'isola dista a circa 11 miglia dalla costa.

## Fauna
Sull'isola vive una notevole colonia di sule (circa 65.000 esemplari.).  Si possono inoltre trovare urie, gazze marine, ecc., oltre a phocoenidae e delfini.

## Turismo
Pur essendo interdetto l'accesso all'isola, vi vengono effettuate delle crociere attorno che partono da Martin's Haven o da St Justinians.